# Majibacoa
Majibacoa là một đô thị ở tỉnh Las Tunas của  Cuba. Trung tâm hành chính đô thị này nằm ở thị xã Calixto, ngay phía đông của Victoria de Las Tunas, tỉnh lỵ.

## Thông tin nhân khẩu
Năm 2004, đô thị Majibacoa có dân số 40.264 người. Diện tích là 621 km² (239,8 mi²), với mật độ dân số là 64,8người/km² (167,8người/sq mi).